# Procynosuchus

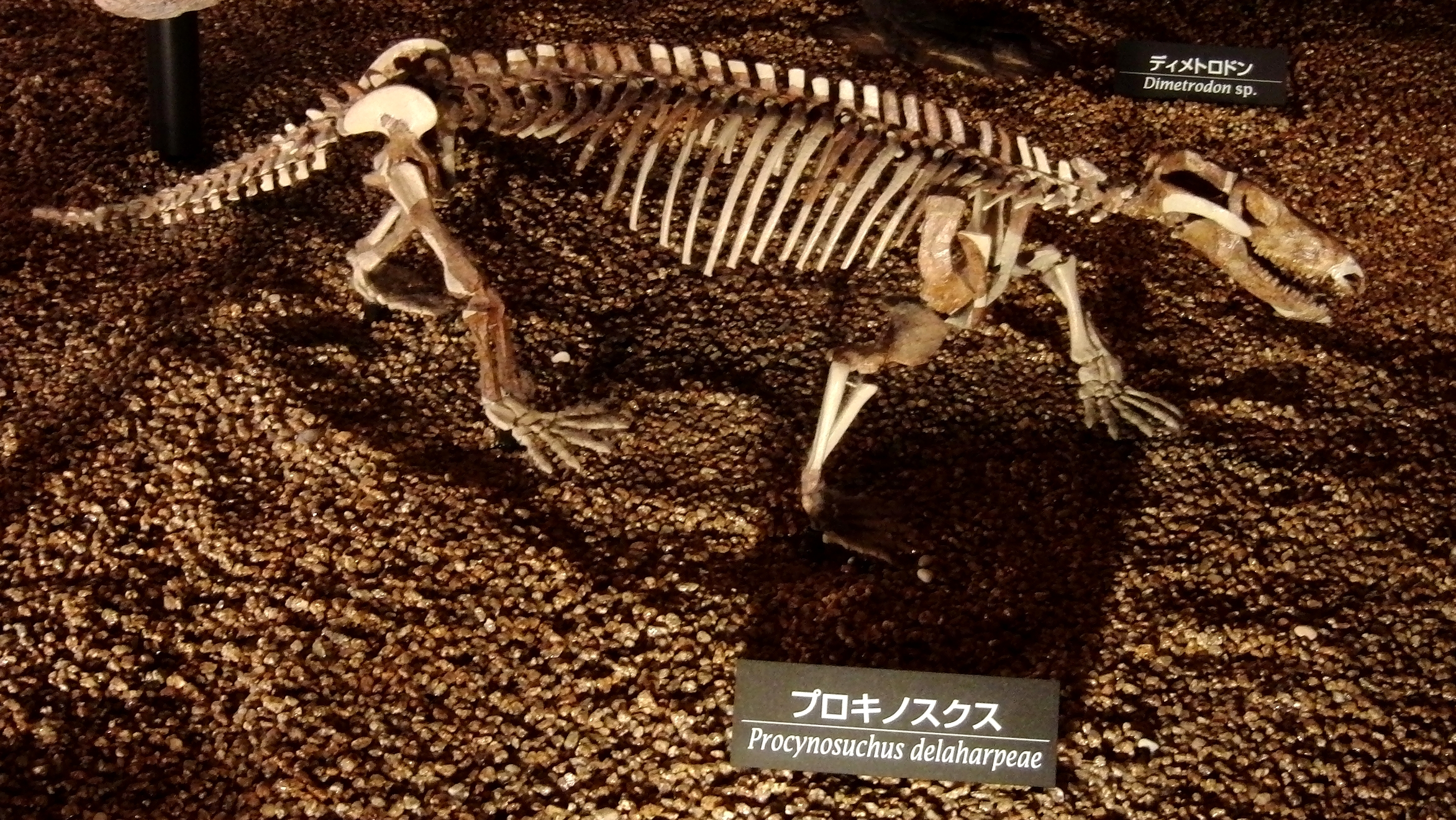
Esqueleto de Procynosuchus delaharpeae en el Museo Nacional de Ciencia de Japón, Tokio, Japón.

Procynosuchus (antes del cocodrilo perro) es un género de cinodonto extinto que existió en el Pérmico Tardío. Es considerado como uno de los primeros cinodontos. Los restos de Procynosuchus se han encontrado en Alemania, Zambia y Sudáfrica.
Lo particular de Procynosuchus, es que se trataba de un animal semiacuático, como las focas o cocodrilos modernos, mientras los demás cinodontos, como el Cynognathus, eran terrestres. Procynosuchus nadaba arqueando sincronizadamente la espina dorsal de adelante atrás, como lo hacen los cocodrilos modernos, remando con su patas palmeadas similares a las de las focas. Procynosuchus posiblemente se alimentaba de peces y media 60 cm. Fue de los primeros en tener dientes diferenciados.